# جون فينيغان (لاعب كرة قدم)
جون فينيغان (بالإنجليزية: John Finnigan)‏ هو مدرب كرة قدم ولاعب كرة قدم بريطاني في مركز الوسط، ولد في 29 مارس 1976 في ويكفيلد في المملكة المتحدة. لعب مع كيدرمينستر هاريرز ونادي تشيلتنهام تاون ونادي لينكولن سيتي ونوتينغهام فورست.في وقت لاحق كان لديه فترات في Non-League لـ Kidderminster Harrier و Bishop's Cleeve و Shortwood United حيث كان قد قضى فترة وجيزة في مسؤولية كيدرمينستر في عام 2009.

## حياته المهنية
ولد فينيجان في ويكفيلد ، وبدأ مسيرته المهنية مع نوتنغهام فورست ولكنه فشل في الظهور على أرض المدينة وتم إعارته إلى لينكولن سيتي في أول فترة له مع النادي في عام 1998. وقد ظهر لأول مرة في الدوري مع لينكولن في أبريل 1998 ضد Macclesfield Town وظهرت في ترقية Imps إلى القسم الثاني.
عند إطلاق سراحه من قبل نوتنغهام فورست ، وقع فينيجان بشكل دائم مع لينكولن سيتي وفي موسم 2000-01 أصبح قائد الفريق. غاب فينيغان عن جزء كبير من موسم 2001-2002 بسبب إصابة في الرقبة وبعد أربع سنوات في Sincil Bank غادر النادي في مارس 2002 للانضمام إلى شلتنهام تاون.

## وصلات خارجية
- جون فينيغان على موقع قاعدة بيانات كرة القدم.إي يو (الإنجليزية)
- جون فينيغان على موقع Soccerbase.com (لاعب) (الإنجليزية)